# C11H10O
化學式C11H10O（摩尔质量：158.2 g/mol）可以指：
- 5-苯基-2,4-戊二烯醛，CAS号：1593-60-8
- 萘甲醚
  - 1-甲氧基萘，CAS号：2216-69-5 
  - 2-甲氧基萘，CAS号：93-04-9
- 1-甲基-2-萘酚，CAS号：1076-26-2
- 4-甲基-1-萘酚，CAS号：10240-08-1

|  | 这个同类索引页列出了具有相同分子式的化学物（即同分異構體）条目。 除非您是有意链接至本页，否则应将相应条目的内部链接指向正确的条目。 |